# Variimorda theryi
Variimorda theryi es una especie de coleóptero de la familia Mordellidae. La especie fue descrita científicamente por Méquignon en 1946.

## Distribución geográfica
Habita en la península ibérica y el Magreb.